# Hörnborr

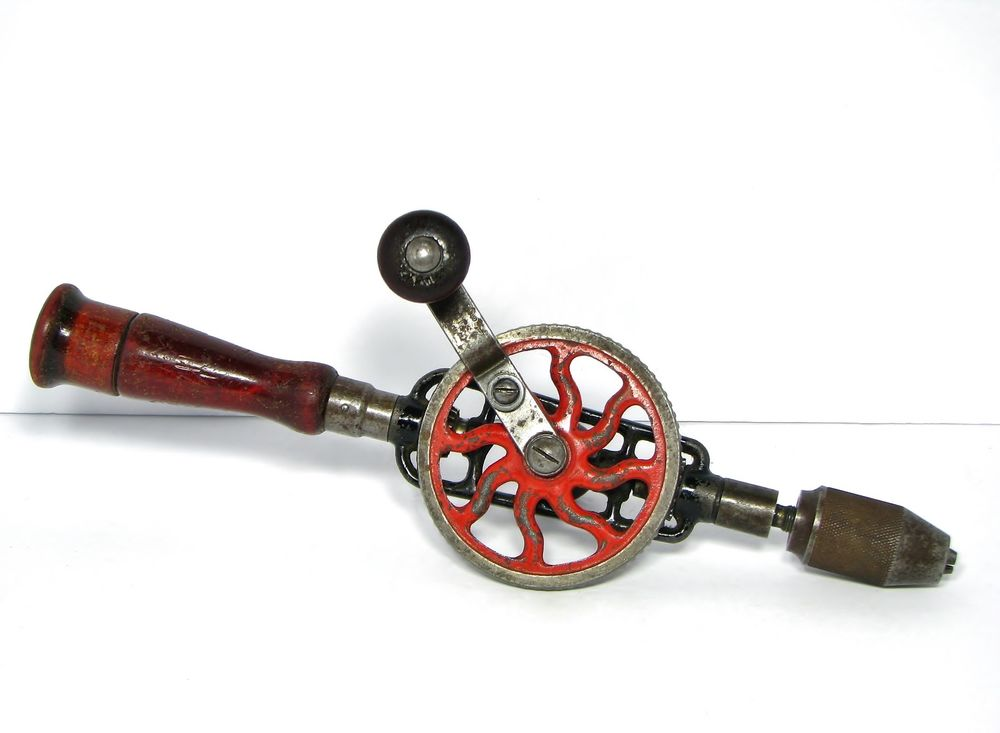
Växelborr

Hörnborr, även kallad växelborr, är en ändre typ av handborrverktyg där borren drivs av en vev. Den användes främst för att göra mindre hål i trä. För grövre hål brukades en borrsväng.
Utbytbara borrstål fästes i borrchucken . Borren hålls på plats med handtaget och trycks ned med bröstet mot knappen upptill, alternativt trycks ned med handen. Borren drivs av veven genom en kuggväxel.